# Senza limiti (film 2022)
Senza limiti (Sous Emprise) è un film del 2022, diretto da David M. Rosenthal.

## Trama
Una giovane donna trova un amore profondo ma al contempo distruttivo nel suo istruttore di apnea.

## Distribuzione
Il film è stato distribuito sulla piattaforma Netflix dal 9 settembre 2022.

## Controversie
Francisco Pipin Ferreras sembra aver fatto causa a Netflix per il film che risulterebbe ispirato alle tragiche vicende che videro la morte della moglie Audrey Mestre, in seguito ad un tentativo di record in apnea, poiché secondo il campione di apnea cubano, nella pellicola la loro relazione è dipinta come abusiva e violenta. 